# Oscarverleihung 1983
Übersicht aller ausgezeichneten Filme

◄◄ | ◄ | 1979 | 1980 | 1981 | 1982 | Oscarverleihung 1983 | 1984 | 1985 | 1986 | 1987 | ► | ►►

Weitere Ereignisse
Die Oscarverleihung 1983 fand am 11. April 1983 im Dorothy Chandler Pavilion in Los Angeles statt. Es waren die 55th Annual Academy Awards. Im Jahr der Auszeichnung werden immer Filme des vergangenen Jahres ausgezeichnet, in diesem Fall also die Filme des Jahres 1982.
| Film                                                   | N  | A |
| ------------------------------------------------------ | -- | - |
| Gandhi                                                 | 11 | 8 |
| Tootsie                                                | 10 | 1 |
| E.T. – Der Außerirdische                               | 9  | 4 |
| Victor/Victoria                                        | 7  | 1 |
| Das Boot                                               | 6  | 0 |
| Ein Offizier und Gentleman                             | 6  | 2 |
| Sophies Entscheidung                                   | 5  | 1 |
| The Verdict – Die Wahrheit und nichts als die Wahrheit | 5  | 0 |
| Vermißt                                                | 4  | 1 |
| Poltergeist                                            | 3  | 0 |
| Annie                                                  | 2  | 0 |
| Blade Runner                                           | 2  | 0 |
| Frances                                                | 2  | 0 |
| Garp und wie er die Welt sah                           | 2  | 0 |
| La Traviata                                            | 2  | 0 |
| Tron                                                   | 2  | 0 |

## Moderation
- Liza Minnelli, Dudley Moore, Richard Pryor, Walter Matthau

## Gewinner und Nominierte

### Bester Film
präsentiert von Carol Burnett
Gandhi – Richard Attenborough
- E.T. – Der Außerirdische (E.T. the Extra-Terrestrial) – Kathleen Kennedy, Steven Spielberg
- Tootsie – Sydney Pollack
- The Verdict – Die Wahrheit und nichts als die Wahrheit (The Verdict) – David Brown, Richard D. Zanuck
- Vermißt (Missing) – Edward Lewis, Mildred Lewis

### Beste Regie
präsentiert von Billy Wilder
Richard Attenborough – Gandhi
- Sidney Lumet – The Verdict – Die Wahrheit und nichts als die Wahrheit (The Verdict)
- Wolfgang Petersen – Das Boot
- Sydney Pollack – Tootsie
- Steven Spielberg – E.T. – Der Außerirdische (E.T. the Extra-Terrestrial)

### Bester Hauptdarsteller
präsentiert von John Travolta
Ben Kingsley – Gandhi
- Dustin Hoffman – Tootsie
- Jack Lemmon – Vermißt (Missing)
- Paul Newman – The Verdict – Die Wahrheit und nichts als die Wahrheit (The Verdict)
- Peter O’Toole – Ein Draufgänger in New York (My Favorite Year)

### Beste Hauptdarstellerin
präsentiert von Sylvester Stallone
Meryl Streep – Sophies Entscheidung (Sophie's Choice)
- Julie Andrews – Victor/Victoria
- Jessica Lange – Frances
- Sissy Spacek – Vermißt (Missing)
- Debra Winger – Ein Offizier und Gentleman (An Officer and a Gentleman)

### Bester Nebendarsteller
präsentiert von Christopher Reeve und Susan Sarandon
Louis Gossett Jr. – Ein Offizier und Gentleman (An Officer and a Gentleman)
- Charles Durning – Das schönste Freudenhaus in Texas (The Best Little Whorehouse in Texas)
- John Lithgow – Garp und wie er die Welt sah (The World According to Garp)
- James Mason – The Verdict – Die Wahrheit und nichts als die Wahrheit (The Verdict)
- Robert Preston – Victor/Victoria

### Beste Nebendarstellerin
präsentiert von Robert Mitchum und Sigourney Weaver
Jessica Lange – Tootsie
- Glenn Close – Garp und wie er die Welt sah (The World According to Garp)
- Teri Garr – Tootsie
- Kim Stanley – Frances
- Lesley Ann Warren – Victor/Victoria

### Bestes Originaldrehbuch
präsentiert von Philip Dunne
John Briley – Gandhi
- Larry Gelbart, Don McGuire, Murray Schisgal – Tootsie
- Barry Levinson – American Diner (Diner)
- Melissa Mathison – E.T. – Der Außerirdische (E.T. the Extra-Terrestrial)
- Douglas Day Stewart – Ein Offizier und Gentleman (An Officer and a Gentleman)

### Bestes adaptiertes Drehbuch
präsentiert von Philip Dunne
Costa-Gavras, Donald Stewart – Vermißt (Missing)
- Blake Edwards – Victor/Victoria
- David Mamet – The Verdict – Die Wahrheit und nichts als die Wahrheit (The Verdict)
- Alan J. Pakula – Sophies Entscheidung (Sophie's Choice)
- Wolfgang Petersen – Das Boot

### Beste Kamera
präsentiert von Michael Keaton und Nastassja Kinski
Ronnie Taylor, Billy Williams – Gandhi
- Néstor Almendros – Sophies Entscheidung (Sophie's Choice)
- Allen Daviau – E.T. – Der Außerirdische (E.T. the Extra-Terrestrial)
- Owen Roizman – Tootsie
- Jost Vacano – Das Boot

### Bestes Szenenbild
präsentiert von Margot Kidder und William Shatner
Stuart Craig, Robert W. Laing, Michael Seirton – Gandhi
- Harry Cordwell, Tim Hutchinson, Rodger Maus, William Craig Smith – Victor/Victoria
- Linda DeScenna, Lawrence G. Paull, David L. Snyder – Blade Runner
- Dale Hennesy, Marvin March – Annie
- Gianni Quaranta, Franco Zeffirelli – La Traviata

### Bestes Kostümdesign
präsentiert von Steve Guttenberg und Ann Reinking
Bhanu Athaiya, John Mollo – Gandhi
- Eloise Jensson, Rosanna Norton – Tron
- Patricia Norris – Victor/Victoria
- Piero Tosi – La Traviata
- Albert Wolsky – Sophies Entscheidung (Sophie's Choice)

### Bestes Make-up
präsentiert von Jane Russell und Cornel Wilde
Michèle Burke, Sarah Monzani – Am Anfang war das Feuer (La Guerre du feu)
- Tom Smith – Gandhi

### Beste Original-Filmmusik
präsentiert von Cher und Plácido Domingo
John Williams – E.T. – Der Außerirdische (E.T. the Extra-Terrestrial)
- George Fenton, Ravi Shankar – Gandhi
- Jerry Goldsmith – Poltergeist
- Marvin Hamlisch – Sophies Entscheidung (Sophie's Choice)
- Jack Nitzsche – Ein Offizier und Gentleman (An Officer and a Gentleman)

### Beste adaptierte Filmmusik
präsentiert von Cher und Plácido Domingo
Leslie Bricusse, Henry Mancini – Victor/Victoria
- Ralph Burns – Annie
- Tom Waits – Einer mit Herz (One from the Heart)

### Bester Song
präsentiert von Olivia Newton-John
Up Where We Belong aus Ein Offizier und Gentleman (An Officer and a Gentleman) – Will Jennings, Jack Nitzsche, Buffy Sainte-Marie
- Eye of the Tiger aus Rocky III – Das Auge des Tigers (Rocky III) – Jim Peterik, Frankie Sullivan
- How Do You Keep the Music Playing? aus Zwei dicke Freunde (Best Friends) – Marilyn Bergman, Michel Legrand
- If We Were in Love aus Geliebter Giorgio (Yes, Giorgio) – Alan Bergman, Marilyn Bergman, John Williams
- It Might Be You aus Tootsie – Alan Bergman, Marilyn Bergman, Dave Grusin

### Bester Schnitt
präsentiert von Tom Selleck und Raquel Welch
John Bloom – Gandhi
- Carol Littleton – E.T. – Der Außerirdische (E.T. the Extra-Terrestrial)
- Hannes Nikel – Das Boot
- Fredric Steinkamp, William Steinkamp – Tootsie
- Peter Zinner – Ein Offizier und Gentleman (An Officer and a Gentleman)

### Beste Tonmischung
präsentiert von Lisa Eilbacher und David Keith
Gene Cantamessa, Don Digirolamo, Robert J. Glass, Robert Knudson – E.T. – Der Außerirdische (E.T. the Extra-Terrestrial)
- Rick Alexander, Les Fresholtz, Les Lazarowitz, Arthur Piantadosi – Tootsie
- Jonathan Bates, Gerry Humphreys, Simon Kaye, Robin O’Donoghue – Gandhi
- Milan Bor, Mike Le Mare, Trevor Pyke – Das Boot
- James LaRue, Bob Minkler, Lee Minkler, Michael Minkler – Tron

### Bester Tonschnitt
präsentiert von Jamie Lee Curtis und Carl Weathers
Ben Burtt, Charles L. Campbell  – E.T. – Der Außerirdische (E.T. the Extra-Terrestrial)
- Richard L. Anderson, Stephen Hunter Flick – Poltergeist
- Mike Le Mare – Das Boot

### Beste visuelle Effekte
präsentiert von Elizabeth McGovern und Eddie Murphy
Dennis Muren, Carlo Rambaldi, Kenneth F. Smith – E.T. – Der Außerirdische (E.T. the Extra-Terrestrial)
- David Dryer, Douglas Trumbull, Richard Yuricich – Blade Runner
- Richard Edlund, Bruce Nicholson, Michael Wood – Poltergeist

### Bester animierter Kurzfilm
präsentiert von Matt Dillon und Kristy McNichol
Tango – Zbigniew Rybczyński
- The Great Cognito – Will Vinton
- Der Schneemann (The Snowman) – John Coates

### Bester Kurzfilm
präsentiert von Matt Dillon und Kristy McNichol
A Shocking Accident – Christine Oestreicher
- Ballet Robotique – Bob Rogers
- The Silence – Joseph Benson, Michael Toshiyuki Uno
- Split Cherry Tree – Jan Saunders
- Sredni Vashtar – Andrew Birkin

### Bester Dokumentar-Kurzfilm
präsentiert von JoBeth Williams und David L. Wolper
If You Love This Planet – Edward Le Lorrain, Terre Nash
- Gods of Metal – Robert Richter
- The Klan: A Legacy of Hate in America – Charles Guggenheim, Werner Schumann
- To Live or Let Die – Terry Sanders
- Traveling Hopefully – John G. Avildsen

### Bester Dokumentarfilm
präsentiert von JoBeth Williams und David L. Wolper
Ein Student ist verschwunden (Just Another Missing Kid) – John Zaritsky
- After the Axe – Sturla Gunnarsson, Steve Lucas
- Ben’s Mill – John Karol, Michel Chalufour
- In Our Water – Meg Switzgable
- A Portrait of Giselle – Joseph Wishy

### Bester fremdsprachiger Film
präsentiert von Luise Rainer und Jack Valenti
Volver a empezar, Spanien – José Luis Garci
- Alsino und der Condor (Alsino y el cóndor), Nicaragua – Miguel Littín
- Der Flug des Adlers (Ingenjör Andrées luftfärd), Schweden – Jan Troell
- Ein Privatleben (Tschastnaja schisn), Sowjetunion – Juli Raisman
- Der Saustall (Coup de torchon), Frankreich – Bertrand Tavernier

### Ehrenoscar
präsentiert von Bob Hope
Mickey Rooney

### Jean Hersholt Humanitarian Award
präsentiert von Charlton Heston
Walter Mirisch